# Christian Noël
Christian Noël (Agen, 1945. március 13. –) olimpiai és világbajnok francia tőrvívó.